# Lijst van burgemeesters van Poesele
Lijst van burgemeesters van de Belgische voormalige gemeente Poesele, sinds 1977 een deelgemeente van Nevele en sinds 2019 een deelgemeente van Deinze.
- 1841-1894 Jacobus Francies De Mulder (1809-1894)

...
- tot 1910 Jules Van Daele
- 1910-1936 Triphon De Mulder (1859-1936)
- 1936-1940 Raymond De Boever (1887-1940)
- 1940-1952 Jules Schelstraete (1904-1968)
- 1952-1976 Omer De Boever, zoon van Raymond De Boever